# جيراود دي كورديموي
كان جيراود دي كورديموي (6 أكتوبر 1626 في باريس – 15 أكتوبر 1684 في باريس) فيلسوفًا ومؤرخًا ومحاميًا فرنسيًا. اشتهر بصورة رئيسية لأعماله في ما وراء الطبيعة ولنظريته في اللغة.

## سيرة حياته
ولد جيراود دي كورديموي لعائلة من النبلاء القدامى أتت من أوفيرن (من مدينة رويات). كان الثالث من أربعة أولاد. كان والده أستاذًا للفنون في جامعة باريس باسم جيراود دي كورديموي الذي توفي حين كان كورديموي في عمر التاسعة. مُنحت والدته اسم نيكول دي كورديموي. أما في ما يتعلق بجيراود، فقد كان مدرسًا خصوصيًا ولغويًا ومارس المحاماة.
كان جيراود دي كورديموي يطارد الدوائر الفلسفية في العاصمة، وتعرف على إيمانويل مانيان وجاك روهولت. بصفته صديقًا وراعيًا للويس بوسيت يكنّ إعجابًا لديكارت أيضًا، عُين جيراود دي كورديموي مدرسًا خصوصيًا لدوفين (ابن ملك فرنسا لويس الرابع عشر) في الوقت نفسه مع فليشير. انتُخب عضوًا في الأكاديمية الفرنسية في عام 1675.

## أعماله
اشتُهر كورديموي في المقام الأول لأنه أعاد التفكير في النظرية الديكارتية في السببية، إذ طرح مفهوم «السبب العرضي» ضمن نظام أفكار ما يزال ديكارتيًا من حيث الجوهر. كان كورديموي، إلى جانب أرنولد غيولينسك ولويس دي لا فارج، مؤسس ما يُسمى «المذهب الظرفي». الجسد والروح مختلفان من حيث الجوهر، ودمجهما عرضي، والله هو الذي يسمح بترجمة الرغبة بتحريك ذراعي، على سبيل المثال، إلى حركة. إرادتي هي سبب عرضي لتحريك ذراعي، والله هو السبب الحقيقي لها. ما هو صحيح بالنسبة للجسد –يتكون الإنسان من مزيج مميز من الجسد والروح- هو الصحيح لكل جسد في الكون. الله هو السبب الحقيقي والشامل لكل حركة.
بالجسد، يعني كورديموي المكونات النهائية للمادة. باستخدام تشبيه قضائي، يظهر أن الجسد، في القانون شخص وفي الفيزياء المكون النهائي للمادة، غير قابل للتجزئة. بعدم ذكره للذرية نهائيًا، يتقارب بتلك النظرية مع أتباع غاسيندي والمفكرين الأحرار، من يسمون بالإباحية. في مؤلفه «التمييز بين الروح والجسد» طور مثل هذه الأفكار التي انتقدها في تلك الآونة أتباع ديكارت.
في مؤلفه الخطاب المادي في الكلام، يسأل نفسه السؤال التالي: «كيف بإمكاني، ككائن يفكر، أن أكون متيقنًا من أن البشر المحيطين بي هم أيضًا كائنات تفكر، لا مجرد بشرًا آليين ؟ كانت المشكلة في نهاية الخطاب السادس حول التمييز بين الجسد والروح. الكلمة التي هي بمثابة عربة للفكر ستتيح لي معرفة وجود أفراد آخرين وُهبوا روحًا مثلي». بطريقة أكثر أصالة، في مؤلفه «دراسة فيزيائية للكلمة» - تغيير عن العنوان السابق- طور فكرة أنه لا توجد علاقة محفزة بين الدلالة المادية والفكرة المعلنة، بقدر عدم وجود علاقة حقيقية بين الجسد والروح. تمثل الكلمة فرصة لقاء الدلالة والمعنى، بقدر إذا ما كانت الروح لا تستخدم استخدام الجسد المفصّل لإنتاج الدلالة، فإنها ستتواصل بشكل مباشر أكثر بكثير من الروح إلى الروح، دون الحاجة إلى المرور ببناء الدلالة.
وبالتالي، فإن اللغة التي يستخدمها البشر بالغة التعقيد إلى درجة أنه لا يمكن تفسيرها عبر أسباب ميكانيكية بحتة، ويمكنني أن أستنتج منه أن الأجساد التي أستطيع رؤيتها موهوبة أيضًا بالروح. قد تصدر الحيوانات أصواتًا وقد تعيد الببغاوات إنتاج الكلمات، غير أن البشر فقط هم القادرون على توصيل الأفكار، وهذا يدل على وجود روح عقلانية. هذه الروح العقلانية قادرة على التواصل مباشرة مع الملائكة دون المرور بالتعبير الجسدي للدلالة. يبقى الخطاب، الذي استلهم منه موليير مشهد درس التهجئة في البرجوازي النبيل، عمل كورديموي الأكثر نجاحًا. أعاد اللغويون الأمريكيون مثل جورج بواس ونعوم تشومسكي اكتشافه خلال الستينيات من القرن العشرين.

## روابط خارجية
- جيراود دي كورديموي على موقع الموسوعة البريطانية (الإنجليزية)